# Popovo Saddle
Popovo Saddle är ett bergspass i Antarktis. Det ligger i Sydshetlandsöarna. Argentina, Chile och Storbritannien gör anspråk på området. Popovo Saddle ligger 1 649 meter över havet.
Terrängen runt Popovo Saddle är bergig åt sydost, men åt nordväst är den kuperad. Havet är nära Popovo Saddle åt nordväst. Trakten är obefolkad. Det finns inga samhällen i närheten. 